# Ostrołęka (Sainte-Croix)
Pour les articles homonymes, voir Ostrołęka (homonymie).
Ostrołęka est une localité polonaise de la gmina de Samborzec, située dans le powiat de Sandomierz en voïvodie de Sainte-Croix.